# Espunyidella blanca
L'espunyidella blanca (Galium lucidum) és una planta herbàcia de distribució pluriregional que es troba als fenassars mediterranis. Té les fulles linears, d'entre 1 i 2 mm d'amplada i disposades en nivells, com és típic del seu gènere, i té flors blanques que es disposen en una inflorescència al final de la tija.